# Gașpar
Gașpar è un comune della Moldavia situato nel distretto di Edineț di 1.335 abitanti al censimento del 2004